# Club Deportivo Cobresol FBC
El Club Deportivo Cobresol FBC, conocido como Cobresol, fue un club de fútbol de la ciudad peruana de Moquegua. Se fundó el 5 de febrero de 2008. Tras dos temporadas en la primera división, descendió y posteriormente desapareció por problemas económicos.

## Historia
A inicios del 2008, directivos de Moquegua y otras personas con el ansia de volver protagonista a Moquegua en la Copa Perú, deciden poner en marcha la idea de organizar un club que permita llevar fútbol profesional a su ciudad. Fue así como se pusieron de acuerdo con los dirigentes del Club Deportivo Colegio Técnico Agropecuario, equipo participante de la Liga distrital de Fútbol de Moquegua, y concretaron una fusión importante. 
Por acta de asamblea firmada el 5 de febrero del 2008, se cambia la denominación de Club Deportivo Colegio Técnico Agropecuario a Club Deportivo Cobresol FBC. Según los directivos, el nombre Cobresol se debe a que en el departamento de Moquegua se producen grandes cantidades de cobre y por la inclemencia del sol durante todo el año. El 13 de febrero de 2008, se inscribe en la Liga Departamental de Fútbol de Moquegua. 
El club empieza su vida institucional en la Copa Perú, bajo la dirección técnica de Luis Flores logrando un récord asombroso de triunfos: En la Etapa Departamental ganó todos sus partidos por encima de los conocidos Deportivo Enersur de Ilo, Deportivo GER y del siempre favorito Huracán de Moquegua, mientras que en la Etapa Regional disputó siete cotejos y ganó cinco de ellos. Para la etapa nacional en octavos de final sacó de carrera al Policial Santa Rosa puneño con relativa facilidad, y en los cuartos de final en un partido emocionante dejó en el camino al Club IDUNSA de Arequipa. Con esto logró acceder al cuadrangular final que se jugó ese año. En el grupo de los cuatro sólo pudo conseguir un punto de nueve posibles y se ubicó en el cuarto puesto, sin embargo y de acuerdo a las bases del torneo, le fue suficiente para lograr un cupo en la Segunda División del 2009.

### En la Segunda División
Contra todos los pronósticos, Cobresol realizó una excelente campaña como local. Además, obtuvo puntos de visita que llevaron al equipo a estar en la cima de ese torneo 2009 por encima de los favoritos Deportivo Municipal, Sport Boys y Atlético Minero (estos dos últimos habían jugado el Descentralizado 2008). Sin embargo, a mitad de temporada Luis Flores dejó el equipo y José Ramírez Cubas se hizo cargo. En la segunda mitad de temporada, Cobresol y Sport Boys se convertirían en los equipos más destacados, por lo que ambos disputarían en la última fecha, en el Callao, el campeonato y ascenso a Primera División. El cuadro moqueguano perdió por 3-2 y se quedó con las ganas de ascender al fútbol rentado.
Aun así, las ganas de seguir luchando por el ascenso a Primera División siguieron intactas en la directiva, por lo que mantuvieron al equipo base y se trajeron refuerzos, además de contratar a Freddy "Petróleo" García como nuevo director técnico. En su debut perdieron en Caraz ante el Sport Áncash –equipo que había descendido de Primera División el año anterior– por 2-1. Pero de ahí en más, Cobresol afianzó su rol de candidato al título manteniendo el invicto de local y sacando puntos de visitante (sin perder un solo partido), algo que le permitió tener ventaja sobre sus más cercanos rivales: Sport Áncash e Hijos de Acosvinchos. El 10 de octubre de ese año, en el Estadio 25 de Noviembre de Moquegua, Cobresol logró por fin el campeonato de Segunda y el ascenso a la máxima división del fútbol peruano al superar a la Universidad San Marcos por 1-0 con anotación de Héctor Rojas.

### Ascenso a la Primera División
Cobresol, al inicio del Campeonato Descentralizado 2011, fue un animador del torneo debido a que sacó buenos resultados de visitante. Sin embargo, debido a su mala campaña de local, en la que no supo obtener buenos resultados, se fue diluyendo fecha a fecha terminado el torneo a seis puntos de un cupo para la Copa Sudamericana y a seis del descenso a Segunda División. Al final del torneo, sufrió una crisis económica que hizo peligrar su participación en la temporada 2012.

### Retorno a la Segunda División
La crisis económica que sufrió le pasó factura para la temporada 2012, donde a falta de 8 fechas para acabar el torneo, terminó descendiendo. En dicha temporada, solamente consiguió 6 triunfos (1-2 ante Juan Aurich, 1-0 ante Alianza Lima, 1-0 ante Sporting Cristal, 3-0 ante Universitario, 1-0 ante José Gálvez y 4-0 ante Sport Huancayo), lo que fue condenado al descenso.

#### Transferencia de propietario
El 17 de mayo de 2012 el centro de estudios universitarios Alas Peruanas se reunió con la dirigencia del club con quienes acordaron transformar el club a Sociedad Anónima, de esta manera el club obtendría el 60% de las acciones del club de Moquegua.

## Uniforme
- Uniforme titular: Camiseta color dorada, pantalón negro, medias negras.
- Uniforme alternativo: Camiseta negra y franja horizontal dorada, pantalón negro, medias color negro.

### Evolución del uniforme
| 2008 Titular | 2009 Titular | 2010 Titular | 2011 Titular | 2012-presente Titular |  |

| 2008 Alternativo | 2009 Alternativo | 2010 Alternativo | 2011 Alternativo | 2012-presente Alternativo |  |

### Indumentaria y patrocinador
| Periodo   | Patrocinador |
| --------- | ------------ |
| 2008      | Walon        |
| 2009      | Real         |
| 2010      | Polmer       |
| 2011-2013 | Loma's       |

| Periodo   | Patrocinador              |
| --------- | ------------------------- |
| 2008-2010 | Sin patrocinador          |
| 2011      | Anglo American            |
| 2012-2013 | Universidad Alas Peruanas |

### Curiosidades
En el año 2010, el equipo no contó con patrocinador. Sin embargo, se colocó en el centro de su camiseta la frase "Edmundo, apoyando al deporte moqueguano". Mientras que en el 2012, la frase fue "Las empresas mineras no apoyan al equipo de Moquegua".
En el año 2011, al visitar a la Universidad Cesar Vallejo, se presentaron con su camiseta alternativa negra, sin percatarse que el equipo local jugaba con camiseta azul oscuro; debiendo comprar camisetas, las cuales fueron marcadas con plumón en su espalda para darle la numeración de sus jugadores.
En el año 2012, pese a descender, fue uno de los pocos equipos que derrotó al Aurich en la ciudad de Chiclayo por el marcador de 1-2, con un gol de Tomás Zambrano en los últimos minutos donde influyó mucho el viento de esa ciudad.

## Datos del club
- Fundación: 5 de febrero de 2008
- Temporadas en 1ª división: 2 (2011-2012)
- Temporadas en 2ª división: 2 (2009-2010)
- Mayor goleada conseguida:
  - En campeonatos nacionales de local: Cobresol 10:0 Tecnológico (19 de septiembre de 2010)[3]
  - En campeonatos nacionales de visita: Huracán (Moquegua) 0:7 Cobresol (19 de octubre del 2008)
- Mayor goleada recibida:
  - En campeonatos nacionales de local: Cobresol 0:5 Alianza Lima (11 de septiembre del 2011)[4]
  - En campeonatos nacionales de visita: Sporting Cristal 6:0 Cobresol (27 de octubre de 2012)[5]
- Mejor puesto en Primera División: 9°.
- Peor puesto en Primera División: 16°.
- Mejor puesto en Segunda División: 1°.
- Peor puesto en Segunda División: 2°.
- Máximo goleador: Ramón Rodríguez: 18

## Estadio
El Estadio 25 de Noviembre es un recinto deportivo para la práctica del fútbol ubicado en la ciudad peruana de Moquegua, capital del departamento homónimo. Está situado a 1410 m s. n. m.. El recinto es propiedad del Instituto Peruano del Deporte, siendo utilizado por el Cobresol para disputar sus partidos de local.
Fue inaugurado en el año 2009 con el partido entre Cobresol y el América Cochahuayco, en el que se impuso el cuadro local por 1-0. Tenía un aforo para 9000 espectadores, estando aún en construcción. Ahora que ya está finalizado su capacidad es de 21 000 espectadores.

## Entrenadores
| Nombre                       | Año       |
| ---------------------------- | --------- |
| Luis Flores                  | 2008-2009 |
| José Ramírez Cubas           | 2009      |
| Fredy García                 | 2010      |
| Julio García Ruiz (Interino) | 2011      |
| Teddy Cardama                | 2011-2012 |
| Javier Chirinos              | 2012      |
| Germán Pinillos              | 2012      |
| Octavio Vidales              | 2012      |

## Palmarés

### Torneos nacionales
| Competición nacional            | Títulos | Subcampeonatos |
| ------------------------------- | ------- | -------------- |
| Segunda División del Perú (1/1) | 2010.   | 2009.          |

### Torneos regionales
| Competición regional                 | Títulos | Subcampeonatos |
| ------------------------------------ | ------- | -------------- |
| Etapa Regional - Región VII (1/0)    | 2008.   |                |
| Liga Departamental de Moquegua (1/0) | 2008.   |                |